# 吉四六クラブ
吉四六クラブ(きっちょむクラブ)は、大分県大分市を本拠地とする社会人ラグビーのクラブチーム。

## 来歴
1973年、創設。
1993年11月、第1回全国クラブラグビーフットボール大会に、九州ラグビーフットボール協会を代表するクラブチームとして、4チームのうち1つとして出場した。
1996年1月4日、第3回全国クラブラグビーフットボール大会の決勝戦で六甲クラブに敗れ、準優勝に。
2021年現在、休部している。

## 獲得タイトル
- 全国クラブラグビーフットボール大会
  - 準優勝(1995年度)